# Garcinia talbotii
Garcinia talbotii är en tvåhjärtbladig växtart som beskrevs av Raiz.. Garcinia talbotii ingår i släktet Garcinia och familjen Clusiaceae. Inga underarter finns listade i Catalogue of Life.